# Wi-Fi

Офіційний логотип Wi-Fi

| Назва покоління                                              | Стандарт IEEE | Прийнятий | Максимальна швидкість з'єднання (Мбіт/c) | Смуги радіочастот (ГГц) |
| ------------------------------------------------------------ | ------------- | --------- | ---------------------------------------- | ----------------------- |
| Wi-Fi 8                                                      | 802.11bn      | (2028)    | ≤ 100000                                 | 2.4, 5, 6, 7, 42.5, 71  |
| Wi-Fi 7                                                      | 802.11be      | (2024)    | ≤ 46120                                  | 2.4, 5, 6               |
| Wi-Fi 6E                                                     | 802.11ax      | 2020      | ≤ 9608                                   | 6                       |
| Wi-Fi 6                                                      | 802.11ax      | 2019      | ≤ 9608                                   | 2.4, 5                  |
| Wi-Fi 5                                                      | 802.11ac      | 2014      | ≤ 6933                                   | 5                       |
| Wi-Fi 4                                                      | 802.11n       | 2008      | ≤ 600                                    | 2.4, 5                  |
| (Wi-Fi 3)*                                                   | 802.11g       | 2003      | ≤ 54                                     | 2.4                     |
| (Wi-Fi 2)*                                                   | 802.11a       | 1999      | ≤ 54                                     | 5                       |
| (Wi-Fi 1)*                                                   | 802.11b       | 1999      | ≤ 11                                     | 2.4                     |
| (Wi-Fi 0)*                                                   | 802.11        | 1997      | ≤ 2                                      | 2.4                     |
| * Назви Wi-Fi 0, 1, 2, 3 є широковживаними, однак неофіційні |               |           |                                          |                         |

Вайфай (від англ. Wireless Fidelity, Wi-Fi, WiFi; — бездротова правдивість відтворення) — торгова марка Wi-Fi Alliance та загальновживана назва для стандарту IEEE 802.11 передавання цифрових потоків даних по радіоканалах. Обладнання, що відповідає стандарту IEEE 802.11, може бути протестовано Wi-Fi Alliance та отримати відповідний сертифікат і право нанесення логотипу Wi-Fi. Поширеними на сьогодні є протоколи IEEE 802.11n., 802.11ac та 802.11ax.
Встановлення Wireless LAN доцільне для побудови мереж, де розгортання кабельної системи є неможливим або економічно недоцільним. Поточні реалізації Wi-Fi дозволяють отримати швидкість передавання даних понад 100 Мбіт/с, при цьому користувачі можуть переміщуватися між точками доступу на території покриття мережі Wi-Fi, використовуючи мобільні пристрої (КПК, смартфони, PSP і ноутбуки), оснащені клієнтськими приймально-передавальними пристроями Wi-Fi та отримувати доступ в Інтернет.

## Історія

### Загальний огляд створюваної технології
Історія розвитку Wi-Fi починається з середини 1990 рр. Дана технологія передавання інформації по радіоканалу була розроблена і застосована в основному в локальних мережах великих корпорацій і компаній Кремнієвої долини США. Зв'язок з мобільним абонентом (зазвичай це був співробітник компанії, забезпечений ноутбуком з безпровідним мережевим адаптером) був організований через «точки доступу», підключені до кабельної інфраструктури компанії. При цьому в радіусі дії кожної такої точки (декілька десятків метрів) могло бути до 20 абонентів, що одночасно використовують ресурси мережі. Спочатку термін «Wi-Fi» використовувався тільки для позначення технології, що забезпечує зв'язок в діапазоні 2,4 ГГц і що працює за стандартом IEEE 802.11b (швидкість передавання інформації — до 11 Мбіт/с). Проте потім цим терміном все частіше стали називати й інші технології безпровідних локальних мереж. Найбільш значущі серед них визначені стандартами IEEE 802.11a і 802.11g (швидкість передавання — до 54 Мбіт/с, частотні діапазони, відповідно, 5 ГГц і 2,4 ГГц).

### Переваги для корпоративних користувачів
Стандарт 802.11b було розроблено в кінці 90-х років і остаточно схвалено на початку 1999-го. У 2000 році почали з'являтися перші пристрої для передавання даних на його основі. Пристрої Wi-Fi були призначені для корпоративних користувачів, щоб замінити традиційні кабельні мережі. Для дротяної мережі потрібна ретельна розробка топології мережі та прокладка вручну багатьох сотень метрів кабелю, деколи в найнесподіваніших архітектурних місцях. Для організації ж безпровідної мережі потрібно тільки встановити в одній або декількох точках офісу базові станції (центральний приймач-передавач з антеною, підключений до зовнішньої мережі або сервера) і вставити в кожен комп'ютер мережеву плату з антеною. Після цього пристрої й комп'ютери можна пересувати як завгодно, а переїзд в новий офіс лише змінить якість передавання одного разу створеної мережі.

### Використання Wi-Fi у публічних місцях

Емблема Wi-Fi

Наприкінці 2000-х — початку 2010-х сотні нових компаній почали встановлювати точки доступу Wi-Fi («хот-споти») в кафе, готелях, аеропортах і вокзалах та інших місцях масового дозвілля і перебування. Ці «оператори хот-спотів» або «HSOs» встановлюють Wi-Fi AP's і надають високошвидкісний Інтернет-доступ в цьому місці на комерційній основі. Минулого року основні постачальники таких послуг почали об'єднуватися (встановлювати роумінгові відносини між мережами хот-спотів). До їх числа відносяться компанія T-Mobile (яка встановила хот-споти в мережі кафе Starbucks), AT&T Wireless, British Telecom, Swisscom, Telecom Italia і Sprint PCS. QuantumWi-Fi Network має роумінгові відношення з компанією T-Mobile.
HSO з'явилися завдяки низьким витратам на будівництво хот-спота ($150-$300) і на його обслуговування ($50-$100 у місяць). Великі хот-споти (наприклад, хот-спот аеропорту) вимагають додаткових зусиль, таких як: забезпечення високошвидкісного каналу в Інтернет, встановлення антен та більшої кількості точок доступу. Але навіть за наявності цих витрат вартість встановлення хот-спота Wi-Fi вигідно відрізняється від рішень, побудованих з використанням інших технологій. Вартість хот-спота — сотні доларів (інші (WWAN) технології — тисячі доларів).
Зусилля операторів і виробників устаткування швидко озброїли користувачів пристроями Wi-Fi. Люди вже отримали адаптери Wi-Fi у своїх мобільних комп'ютерах і PDAs для використання в офісі та удома. Не за горами той день, коли більшість користувачів послуг Інтернет матимуть одне або декілька пристроїв, що підтримують Wi-Fi.

### Порівняння із мобільним зв'язком попередніх поколінь
Wi-Fi, зазвичай, дуже швидкий – 11 мільйонів біт в секунду (11 Мбіт/сек) і більше, або більш ніж у 100 разів швидше за модемне з'єднання. Wi-Fi навіть швидший за безпровідні послуги «2.5G», які є досі найпоширенішими та найстабільнішими мобільними мережами у міжміських регіонах (40-60 кбіт/сек). Реальна швидкість доступу в конкретному хот-споті визначається також і каналом, яким хот-спот пов'язаний з Інтернет, і може варіюватися від сотень кілобіт до сотень мегабіт в секунду, і все одно забезпечує швидкість доступу, що істотно перевищує досяжну з використанням інших технологій. Варто зазначити, що Wi-Fi особливо доречний у сільських регіонах, де наявні великі проміжки між будівлями, що додатково пришвидшує та покращує якість з'єднання.

### Новітні стандарти
У жовтні 2018 року «Wi-Fi Alliance» представив нові назви та значки для Wi-Fi: 802.11n — «Wi-Fi 4», 802.11ac — «Wi-Fi 5», 802.11ax — «Wi-Fi 6».
3 січня 2020 року представлено позначення для пристроїв, які здатні працювати на частоті 6 ГГц — «Wi-Fi 6E».

## Принцип роботи
Зазвичай схема мережі Wi-Fi містить не менш однієї точки доступу та може легко масштабуватись.
Також можливо підключення двох клієнтів в режимі точка-точка (Ad-hoc), коли точка доступу не використовується, а клієнти з'єднуються за участю мережевих адаптерів «напряму». Точка доступу передає свій ідентифікатор мережі (SSID) з допомогою спеціальних сигнальних пакетів на швидкості 0,1 Мбіт/с кожні 100 мс. Тому 0,1 Мбіт/с — найменша швидкість передавання даних для Wi-Fi. Знаючи SSID мережі, клієнт може з'ясувати, чи можливо підключення до даної точки доступу. При потраплянні в зону дії двох точок доступу з ідентичними SSID приймач може вибирати між ними на основі даних про рівень сигналу. Стандарт Wi-Fi дає клієнту повну свободу при виборі критеріїв для з'єднання
.
Однак стандарт не описує всі аспекти побудови безпровідних локальних мереж Wi-Fi. Тому кожен виробник устаткування розв'язує цю задачу по-своєму, застосовуючи ті підходи, які він вважає за якнайкращі з тієї або іншої точки зору. Тому виникає необхідність класифікації способів побудови безпровідних локальних мереж].
За способом об'єднання точок доступу в єдину систему можна виділити:
- Автономні точки доступу (називаються також самостійні, децентралізовані, розумні)
- Точки доступу, що працюють під управлінням контролера (називаються також «легковагі», централізовані)
- Безконтролерні, але не автономні (керовані без контролера)

За способом організації та управління радіоканалами можна виділити безпровідні локальні мережі:
- Зі статичними налаштуваннями радіоканалів
- З динамічними (адаптивними) налаштуваннями радіоканалів
- З «шаруватою» або багатошаровою структурою радіоканалів

## Характеристики та стандартизація
Наявність Wi-Fi-зон (точок) дозволяє користувачу під'єднатися до точки доступу (наприклад, до офісної, домашньої або публічної мережі), а також підтримувати з'єднання декількох комп'ютерів між собою.
Дальність передавання інформації залежить від потужності передавача (яка в окремих моделях обладнання регулюються програмно), наявності та характеристики перешкод, типу антени.
Окрім 802.11b, ще є бездротовий стандарт 802.11a, який використовує частоту 5 ГГц та забезпечує максимальну швидкість 54 Мбіт/с, а також 802.11g, що працює на частоті 2,4 ГГц і також забезпечує 54 Мбіт/с.
Стандарту 802.11n, забезпечує до 320 Мбіт/с. На сьогодні даний стандарт широко застосовується.
Ядром бездротової мережі Wi-Fi є так звана точка доступу (Access Point), яка підключається до якоїсь наземної мережевої інфраструктури (каналів Інтернет-провайдера) та забезпечує передавання радіосигналу. Зазвичай точка доступу складається із приймача, передавача, інтерфейсу для підключення до дротової мережі та програмного забезпечення для налаштування. Навколо точки доступу формується просторова область радіусом 50-100 метрів (її називають хот-спотом або зоною Wi-Fi), у межах якої можна користуватися бездротовою мережею.
Для того, щоб під'єднатися до точки доступу й відчути всі переваги бездротової мережі, власнику ноутбуку або мобільного пристрою з адаптером Wi-Fi необхідно просто потрапити в радіус її дії. Усі дії з визначення пристрою та налаштування мережі більшість операційних систем комп'ютерів і мобільних пристроїв виконують автоматично. Якщо користувач одночасно потрапляє у декілька зон Wi-Fi, то підключення здійснюється до точки доступу, що забезпечує найсильніший сигнал.

## 802-11n
Специфікації схвалені радою із стандартів міжнародної організації IEEE (Institute of Electrical and Electronics Engineers) 11 вересня 2009 року. Максимальна швидкість передавання даних на фізичному рівні в бездротовій мережі стандарту 802.11n становить 600 Мбіт/с, на практиці це означає швидкість в 150—200 Мбіт/с. У попередній версії стандарту (802.11g) максимальна технічна швидкість дорівнювала 54 Мбіт/с, а реальна — приблизно 20 Мбіт/с.
Стандарт 802.11n розроблявся понад 7 років. У 2007 році була затверджена «чорнова» версія 802.11n Draft 2.0, в порівнянні з якою в остаточний варіант внесені тільки необов'язкові доповнення. Таким чином, випущені за останні два роки до стандартизації пристрої «Draft n» будуть повністю сумісні з фінальною версією. Нове устаткування зможе працювати також з пристроями попередніх поколінь 802.11a/b/g.
Висока швидкість досягається завдяки технології багатопотокової передавання даних (MIMO — multiple-input multiple-output). Приймачі та передавачі оснащуються кількома антенами. Бездротова мережа 802.11n може працювати у двох частотних діапазонах і забезпечує розширену зону прийому в порівнянні з попередньою версією.

## Технологія Wi-Fi Direct
Wi-Fi Direct дозволяє комп'ютерам і портативним ґаджетам зв'язуватися один з одним безпосередньо за чинним протоколом Wi-Fi без використання маршрутизаторів і точок доступу. Тобто з'єднання встановлюється так само просто, як через Bluetooth. Важливим моментом є те, що для організації прямого з'єднання досить, щоб тільки один з пристроїв відповідало стандарту Wi-Fi Direct. Іншими словами, до сертифікованої апаратури може бути приєднано будь-яке сучасне обладнання з підтримкою Wi-Fi. Максимальна відстань передавання даних досягає 100 метрів.
Організація Wi-Fi Alliance почала сертифікацію бездротових пристроїв відповідно до стандарту Wi-Fi Direct у жовтні 2010.

## Переваги Wi-Fi

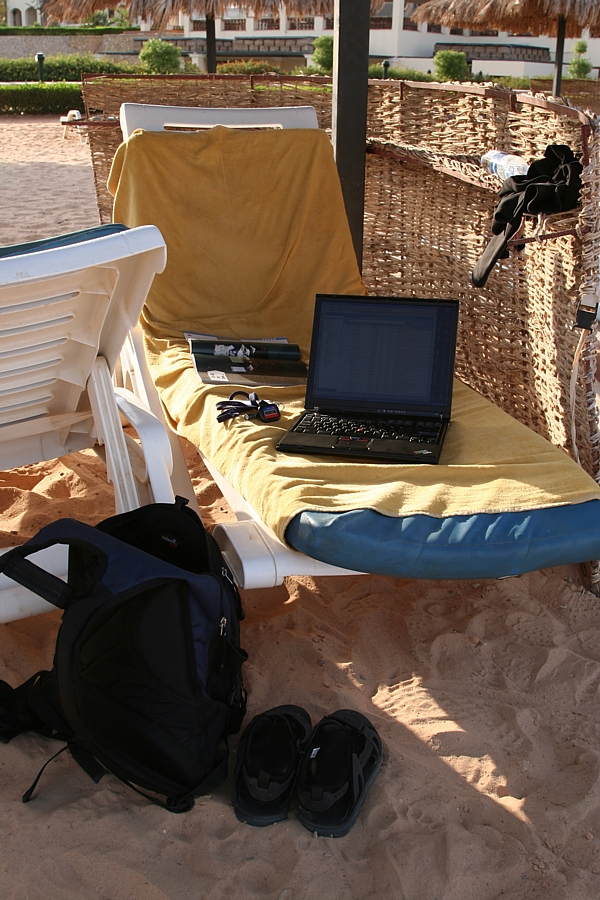
Бездротовий Інтернет на пляжі

- Дозволяє створити мережу без прокладання кабелю, що може зменшити вартість розгортання і/або розширення мережі. Місця, де не можна прокласти кабель, наприклад, поза приміщеннями та в будівлях, що мають історичну цінність, можуть з успіхом обслуговуватися бездротовими мережами.
- Дозволяє мати доступ до мережі мобільним пристроям (смартфонам, планшетам, ноутбукам тощо).
- Wi-Fi-пристрої широко поширені на ринку. Гарантується хоча би часткова сумісність устаткування завдяки обов'язковій сертифікації устаткування з логотипом Wi-Fi.
- Випромінювання від Wi-Fi-пристроїв у момент передавання даних на два порядки (у 100 разів) менше, ніж біля стільникового телефону.
- Wi-Fi — це набір глобальних стандартів. На відміну від стільникових телефонів, Wi-Fi-устаткування може працювати в різних країнах по всьому світу. Зрідка лише застосовуються не надто суттєві правила на канали/частоти зв'язку.

## Недоліки Wi-Fi
- Невелика ширина використовуваного спектра частот, відсутність вбудованих/задекларованих можливостей роумінгу й авторизації не дозволяють Wi-Fi-пристроям потіснити на ринку мобільний зв'язок. Проте компанії ZyXEL, SocketIP і Symbol Technologies пропонують рішення з організації Wi-Fi-телефонії.
- Частотний діапазон і експлуатаційні обмеження в різних країнах неоднакові. У багатьох європейських країнах дозволено два додаткові канали, які заборонені в США; у Японії є ще один канал у верхній частці діапазону, а інші країни, наприклад Іспанія, забороняють використання низькочастотних каналів. Більш того, деякі країни, наприклад Росія, Білорусь і Італія, вимагають реєстрації всіх мереж Wi-Fi приміщень, що працюють зовні, або вимагають реєстрації Wi-Fi-оператора[16].
- Як було згадано вище, в Росії точки безпровідного доступу, а також адаптери Wi-Fi з ЕІВП, що перевищує 100 мВт (20 дБм), підлягають обов'язковій реєстрації.[17]
- Найпопулярніший стандарт шифрування WEP може бути відносно легко зламаний[18] навіть при правильній конфігурації (через слабку стійкість алгоритму). Не зважаючи на те, що нові пристрої підтримують досконаліший протокол шифрування даних WPA і WPA2, багато старих точок доступу не підтримують його і вимагають заміни. Ухвалення стандарту IEEE 802.11i (WPA2) в червні 2004 року зробило доступною безпечнішу схему, яка доступна в новому устаткуванні. Обидві схеми вимагають стійкіший пароль, ніж ті, які зазвичай призначаються користувачами. Багато організацій використовують додаткове шифрування (наприклад VPN) для захисту від вторгнення.

## Використання Wi-Fi

### Комерційне та громадське використання Wi-Fi
Комерційний доступ до сервісів на основі Wi-Fi надається в таких місцях, як інтернет-кафе, аеропорти та кафе по всьому світу (зазвичай ці місця називають Wi-Fi-кафе), проте їх покриття можна вважати за точкове в порівнянні зі стільниковими мережами:
- Ozone та Ozoneparis у Франції. У вересні 2003 року Ozone почала розгортання мережі Ozoneparis через The City of Lights.

Кінцева мета — створення централізованої мережі Wi-Fi, що повністю покриває Париж. Основний принцип Ozone Pervasive Network полягає в тому, що це мережа національного масштабу.
- WISE Technologies надає комерційний доступ в аеропортах, університетах, і незалежних кафе на території США.
- T-mobile забезпечує роботу хот-спотів для мережі Starbucks в США і Великій Британії, а також понад 7500 хот-спотів в Німеччині.
- Pacific Century Cyberworks забезпечує доступ в магазинах Pacific Coffee в Гонконзі.
- Columbia Rural Electric Association намагається розвернути мережу 2.4 ГГц Wi-Fi на території площею 9500 км², розташованою між округами Валла-Валла і Колумбія в штаті Вашингтон і Юматілла, Орегон. У список інших великих мереж в США також входять: Boingo, Wayport і ipass.
- Sify, індійський інтернет-провайдер, встановив 120 точок доступу в Бангалорі: у готелях, галереях і урядових установах.
- Vex має велику мережу хот-спотів, розташовану по всій території Бразилії. Telefonica Speedy Wifi почала надавати свої сервіси в новій зростаючій мережі, що розповсюдилася на територію штату Sao Paulo.
- BT Openzone володіє багатьма хот-спотами в Великій Британії, що працюють в McDonald's, і має роумінгову угоду з T-mobile UK і Readytosurf. Їхні клієнти також мають доступ до хот-спотів The Cloud.
- Netstop забезпечує доступ в Нової Зеландії.
- У Естонії є кілька комерційних операторів, найбільший із них Elion, забезпечує АЗС Statoil і великі торговельні центри по всій Естонії.
- Компанія Вимпелком, під торговельною маркою Білайн, купивши Голден Телеком, здійснює підтримку найбільшої у світі[19] міської мережі Wi-Fi в Москві. Канали доступу до дротяної мережі забезпечує найбільший московський провайдер Корбіна Телеком. Розгорнені мережі та в Московських аеропортах Шереметьєво і Домодєдово.
- Компанія Earthlink планувала в третьому кварталі 2007 року повністю під'єднати Філадельфію (США) до мережі Інтернет за допомогою безпровідних каналів зв'язку. Це мало бути перше місто-мегаполіс в США, що повністю охоплене Wi-Fi. Попередня вартість повинна була складати 20-22 долари на місяць при швидкості підключення 1 Мбіт/с. Для малозабезпечених жителів Філадельфії — 12-15 доларів в місяць. В наш час[коли?] центр міста і прилеглі до нього райони вже підключені. Підключення решти районів проводитиметься у міру установки передавачів.
- Укртелеком в Україні надає послуги Wi-Fi («ОГО! Wi-Fi») зі всіх міст країни. Покриття поширюється не лише на центри міст, великі готелі, ресторани, кафе, вокзали аеропорти, але і на бібліотеки, відділення «Телекомсервіс» тощо. Станом на 2021 рік у місті Черкаси розповсюдилися публічні точки доступу (у том числі, із використанням частоти 5 ГГц) компанією McLaut[20].

### Бездротові технології в промисловості
Для використання в промисловості технології Wi-Fi пропонуються поки обмеженим числом постачальників. Так, Siemens Automation & Drives пропонує Wi-Fi-рішення для своїх контролерів SIMATIC відповідно до стандарту IEEE 802.11g у вільному ISM-діапазоні 2,4 ГГц і що забезпечує максимальну швидкість передавання 11 Мбіт/с. Дані технології застосовуються в основному для управління рухомими об'єктами та в складській логістиці, а також у тих випадках, коли з якої-небудь причини недоцільно прокладати дротяні мережі Ethernet.

### Wi-Fi та телефони стільникового зв'язку
Деякі вважають, що Wi-Fi та подібні до нього технології з часом можуть замінити стільникові мережі, такі як GSM. Перешкодами для такого розвитку подій в найближчому майбутньому є неоднозначність реалізації роумінгу і можливостей аутентифікації (див. 802.1x, SIM-карти та RADIUS) обмеженість частотного діапазону і досить обмежений радіус дії Wi-Fi. Правильнішим виглядає порівняння Wi-Fi з іншими стандартами стільникових мереж, таких як UMTS, CDMA або WIMAX.
Проте Wi-Fi придатний для використання VoIP в корпоративних мережах або в середовищі SOHO. Перші зразки устаткування з'явилися вже в початку 2000-х, проте на ринок вони вийшли тільки у 2005 році. Тоді такі компанії, як Zyxel UT Starcomm, Samsung, Hitachi та багато інших, представили на ринок VoIP Wi-Fi-телефони по «розумних» цінах. У 2005 році біля ADSL ISP провайдери почали надавати послуги VOIP своїм клієнтам (наприклад нідерландський ISP xs4all). Коли дзвінки за допомогою VOIP стали дуже дешевими, а частенько взагалі безкоштовними, провайдери, здатні надавати послуги VOIP, дістали можливість відкрити новий ринок — послуг VOIP. Телефони GSM з інтегрованою підтримкою можливостей Wi-Fi та VOIP зачали виводитися на ринок, і потенційно вони можуть замінити дротяні телефони.
Зараз безпосереднє порівняння Wi-Fi та стільникових мереж недоцільно. Пристрої, що використовують тільки Wi-Fi, мають досить обмежений радіус ефективної дії, тому розгортання таких мереж обходиться дуже дорого. Проте, розгортання таких мереж може бути якнайкращим рішенням для локального використання, наприклад, в корпоративних чи освітніх мережах. Тим не менше, пристрої, що підтримують декілька стандартів, можуть зайняти (і вже займають) значну частку ринку.
Варто зазначити, що за наявності у конкретному місці покриття як і класичного операторського зв'язку, так і Wi-Fi, економічно набагато вигідніше та енергоефективніше використовувати Wi-Fi, розмовляючи шляхом сервісів інтернет-телефонії. Більшість операційних мобільних систем підтримують автоматичне переключення на технологію Wi-Fi за першої ж можливості (а за деяких налаштувань ще й зберігають заряд батареї). Це особливо доречно, бо VoIP-сервіси (Skype, Viber, Telegram тощо) давно існують у версіях як для смартфонів, так і для КПК.

### Міжнародні проєкти розвитку мереж Wi-Fi
Інша бізнес-модель полягає в з'єднанні вже наявних мереж в нових. Ідея полягає в тому, що користувачі розділятимуть свій частотний діапазон через персональних безпровідні маршрутизатори, що комплектуються спеціальним ПЗ. Наприклад FON — іспанська компанія, створена в листопаді 2005 року. Зараз співтовариство об'єднує понад 1 000 000 користувачів в Європі, Азії й Америці та швидко розвивається.
Користувачі діляться на три категорії:
- linus — що виділяють безкоштовний доступ в Інтернет,
- bills — що продають свій частотний діапазон,
- aliens — що використовують доступ через bills.

Таким чином, система аналогічна піринговим сервісам. Незважаючи на те, що FON отримує фінансову підтримку від таких компаній, як Google і Skype, лише з часом буде ясно, чи буде ця ідея дійсно працювати.
Зараз біля цього сервісу є три основні проблеми. Перша полягає в тому, що для переходу проєкту з початкової стадії в основну потрібний більше уваги з боку громадськості та ЗМІ. Потрібно також враховувати той факт, що надання доступу до вашого інтернет-каналу іншим особам може бути обмежено вашим договором з інтернет-провайдером. Тому інтернет-провайдери намагатимуться захистити свої інтереси. Так само, швидше за все, вчинять звукозаписні компанії, промовці проти вільного розповсюдження MP3.
У Росії основна кількість точок доступу співтовариства FON розташована в московському регіоні (див. карту [Архівовано 1 травня 2011 у Wayback Machine.]).
Ізраїльська компанія wefi створила спільну мережу соціальної спрямованості, з можливістю пошуку мереж Wi-Fi та спілкування між користувачами. Програма і система в цілому була створена під керівництвом доктора Варді, одного з творців компанії Mirabilis і протоколу ICQ.

### Wi-Fi в ігровій індустрії
- Wi-Fi сумісний з ігровими консолями та КПК і дозволяє вести мережеву гру через будь-яку точку доступу або в режимі точка-точка.
- Всі ігрові консолі сьомого покоління мають підтримку стандартів Wi-Fi IEEE 802.11g.
- Sony PSP має підтримку безпровідної мережі (AOSS), яка включається перемиканням кнопки, що розташована у верхній частині консолі для з'єднання з хот-спотами Wi-Fi або іншими безпровідними з'єднаннями.

### Некомерційне використання Wi-Fi
Поки комерційні сервіси намагаються використовувати наявні бізнес-моделі для Wi-Fi, багато груп, співтовариств, міст, і приватних осіб будують вільні мережі Wi-Fi, часто використовуючи спільну пірингову угоду для того, щоб мережі могли вільно взаємодіяти одна з одною.
Багато муніципалітетів об'єднуються з локальними співтовариствами для розширення вільних Wi-Fi-мереж. Деякі групи будують свої Wi-Fi-мережі, повністю заснованими на добровільній допомозі та пожертвуваннях.
Для отримання докладнішої інформації дивіться розділ Спільні безпровідні мережі, де можна також знайти список вільних мереж Wi-Fi, розташованих по всьому світу.
OLSR — один із протоколів, що використовуються для створення вільних мереж. Деякі мережі використовують статичну маршрутизацію, інші повністю покладаються на OSPF. У Ізраїлі розробляється протокол Wipeer для створення безкоштовних P2P-мереж на основі Wi-Fi.
У Wireless Leiden розробили власне програмне забезпечення для маршрутизації під назвою Lvrouted для об'єднання Wi-Fi-мереж побудованих на повністю безпровідній основі. Значна частина мереж побудована на основі ПЗ з відкритим кодом, або публікують свою схему під відкритою ліцензією. Див. наприклад «Wifi Liberator» (перетворює будь-який ноутбук зі встановленою Mac OS X і Wi-Fi-модулем у відкритий вузол Wi-Fi-мережі). Також слід звернути увагу на netsukuku — Розробка всесвітньої безкоштовної mesh-мережі.
Деякі невеликі країни та муніципалітети вже забезпечують вільний доступ до хот-спотів Wi-Fi та доступу до Інтернету через Wi-Fi за місцем проживання для всіх. Наприклад, королівство Тонга та Естонія, які мають велику кількість вільних хот-спотів Wi-Fi по всій території країни. У Парижі Ozoneparis надає вільний доступ в Інтернет необмежено всім, хто сприяє розвитку Pervasive Network, надаючи дах свого будинку для монтажу устаткування Wi-Fi. Unwire Jerusalem — це проєкт установки вільних точок доступу Wi-Fi у великих торговельних центрах Єрусалима. Багато університетів забезпечують вільний доступ до Інтернету через Wi-Fi для своїх студентів, відвідувачів і всіх, хто перебуває на території університету.
Деякі комерційні організації, такі як Panera Bread, надають вільний доступ до Wi-Fi постійним клієнтам. Заклади McDonald's Corporation теж надають доступ до Wi-Fi під брендом McInternet. Цей сервіс був запущений в ресторані в Оук-Брук (Іллінойс); він також доступний в багатьох ресторанах в Лондоні, Москві та Києві.
Проте є і третя підкатегорія мереж, створених співтовариствами та організаціями, такими як університети, де вільний доступ надається членам співтовариства, а тим, хто в нього не входить, доступ надається на платній основі. Приклад такого сервісу — мережа Sparknet в Фінляндії.
Sparknet також підтримує Opensparknet — проєкт, в якому люди можуть робити свої власні точки доступу часткою мережі Sparknet, отримуючи від цього певну вигоду.
Останнім часом комерційні Wi-Fi-провайдери будують вільні хот-споти Wi-Fi та хот-зони з метою привабити нових клієнтів та повернути інвестиції.

### Безкоштовний доступ до Інтернету через Wi-Fi
Незалежно від початкових цілей (залучення клієнтів, створення додаткової зручності або чистий альтруїзм) у всьому світі та в Україні, у тому числі росте кількість хот-спотів, за допомогою яких можна дістати доступ до найпопулярнішої глобальної мережі (Інтернет) абсолютно безкоштовно. Це можуть бути й великі транспортні вузли, де приєднатися можна самостійно в автоматичному режимі, і бари, де для підключення необхідно попросити картку доступу персоналу і, навіть, просто території міського ландшафту, що є місцем постійного скупчення людей.

## Безпека використання
За словами Всесвітньої організації охорони здоров'я «немає ніякого ризику від довгострокового впливу низького рівня випромінювання мереж Wi-Fi». Агентство з охорони здоров'я Великої Британії повідомляє, що сума випромінювання Wi-Fi протягом року еквівалентна випромінюванню від 20-хвилинної розмови мобільним телефоном.
Огляд досліджень 725 осіб, які стверджували, що мають гіперчутливість до електромагнітних полів, не виявили ніяких доказів дії випромінювання.

## Wi-Fi та ПЗ
- ОС сімейства BSD (FreeBSD, NetBSD, OpenBSD) можуть працювати з більшістю адаптерів, починаючи з 1998 року. Драйвери для чипів Atheros, Prism, Harris/intersil і Aironet (від відповідних виробників Wi-Fi-пристроїв) зазвичай входять до ОС BSD починаючи з версії 3. У OpenBSD 3.7, було включено більше драйверів для безпровідних чипів, включаючи Realtek Rtl8180l, Ralink Rt25x0, Atmel At76c50x, і Intel 2100 і 2200bg/2225bg/2915abg. Завдяки цьому частково вдалося розв'язати проблему браку відкритих драйверів безпровідних чипів OpenBSD. Можливо деякі драйвери, реалізовані для інших BSD-систем, можуть бути перенесені, якщо вони ще не були створені. Ndiswrapper також доступний для FreeBSD.[джерело?]
- Mac OS. Адаптери виробництва Apple підтримувалися з системи Mac OS 9, випущеної в 1999 році. З 2006 року всі настільні комп'ютери та ноутбуки Apple Inc. (а також що з'явилися пізніше телефони iPhone, плеєри iPod Touch і планшетні комп'ютери iPad) штатно оснащуються адаптерами Wi-Fi. Мережа Wi-Fi в наш час[коли?] є основним вирішенням Apple для передавання даних, і повністю підтримується Mac OS X. Можливий режим роботи адаптера комп'ютера як точка доступу, що дозволяє при необхідності зв'язувати комп'ютери Macintosh в безпровідні мережі у відсутності інфраструктури. Darwin і Mac OS X, попри частковий збіг з BSD, мають свою власну, унікальну реалізацію Wi-Fi.
- Linux: Починаючи з версії 2.6, підтримка деяких Wi-Fi-пристроїв з'явилася безпосередньо в ядрі Linux. Підтримка для чипів Orinoco Prism, Aironet, Atmel, Ralink включена в основну гілку ядра, чипи Admtek і Realtek Rtl8180l підтримуються як закритими драйверами виробників, так і відкритими, написаними співтовариством. Intel Calexico підтримуються відкритими драйверами, доступними на Sourceforge.net. Atheros підтримується через відкриті проєкти. Підтримка інших безпровідних пристроїв доступна при використанні відкритого драйвера Ndiswrapper, який дозволяє Linux-системам, що працюють на комп'ютерах з архітектурою Intel x86, «обгортати» драйвери виробника для Microsoft Windows для прямого використання. Відома принаймні одна комерційна реалізація цієї ідеї. FSF створив список адаптерів, що рекомендуються [Архівовано 28 лютого 2009 у Wayback Machine.], докладнішу інформацію можна знайти на сайті Linux wireless.
- Існує досить велика кількість прошивок для безпровідних роутерів, заснованих на Linux, що поширюються під ліцензією GNU GPL: FreeWRT, OpenWRT, X-WRT, DD-WRT тощо. Як правило, вони підтримують набагато більше функцій, ніж оригінальні прошивки. Необхідні сервіси легко додаються шляхом встановлення відповідних пакетів. Список підтримуваного устаткування постійно росте.
- У ОС сімейства Microsoft Windows підтримка Wi-Fi забезпечується, залежно від версії, або за допомогою драйверів, якість яких залежить від постачальника, або засобами самої Windows.
  - Ранні версії Windows, такі як Windows 2000 та молодше, не містять вбудованих засобів для налаштування й управління, і тут ситуація залежить від постачальника устаткування.
  - Microsoft Windows XP підтримує налаштування безпровідних пристроїв. Первинна версія включає базову підтримку, Service Pack 2 має розширену підтримку з майстром налаштування, а Service Pack 3 має підтримку WPA2.
  - Microsoft Windows Vista містить покращену в порівнянні з Windows XP підтримку Wi-Fi.
  - Microsoft Windows 7 підтримує всі сучасні на момент її виходу безпровідні пристрої та протоколи шифрування. Окрім іншого в Windows 7 створена і додана можливість створювати віртуальні адаптери Wi-Fi, що теоретично дозволило б підключатися не до однієї Wi-Fi-мережі, а до декількох відразу. На практиці в Windows 7 підтримується створення тільки одного віртуального адаптера, за умови написання спеціальних драйверів[28]. Це може бути корисно при використанні комп'ютера в локальній Wi-Fi-мережі та, одночасно, у Wi-Fi-мережі, підключеної до Інтернету.

## Юридичний статус
Юридичний статус Wi-Fi різний в різних країнах. У США діапазон 2,5 ГГц дозволяється використовувати без ліцензії, за умови, що потужність не перевищує певну величину, і таке використання не створює перешкод тим, хто має ліцензію.

### Україна
В Україні використання Wi-Fi без дозволу Українського державного центру радіочастот можливо лише в разі використання точки доступу зі стандартною всенаправленою антеною (<6 Дб, потужність сигналу ≤ 100 мВт на 2,4 ГГц і ≤ 200 мВт на 5 ГГц) для внутрішніх (використання усередині приміщення) потреб організації (Рішення Національної комісії з регулювання зв'язку України № 914 від 2007.09.06). У разі сигналу більшої потужності або надання послуг доступу в Інтернет, або до яких-небудь ресурсів, необхідно реєструвати передавач і отримати ліцензію УДЦР.